# Holland férfi jégkorong-válogatott
A holland férfi jégkorong-válogatott Hollandia nemzeti csapata, amelyet a Holland Jégkorongszövetség (hollandul: IJshockey Nederland) irányít. A válogatott jelenleg az IIHF-világranglista 29. helyén található (2022).
A válogatott 1935-ben mutatkozott be a világbajnokságon, ahol egészen 1950-ig szerepeltek, 1951-ben már a B csoportos vb-re sorolták be. 1979-ben megnyerték a B csoportos vb-t, így 1981-ben ismét az A csoportos vb-n szerepelhettek; az 1981-es vb-ről kiestek a B csoportba, a válogatott azóta sem szerepelt az A csoportban. 2023-tól folyamatosan a divízió I/B tagja. Legjobb világbajnoki helyezésüket, a 8. helyet, 1950-ben és 1981-ben érték el. Téli olimpián eddig egyszer szerepeltek, 1980-ban.

## Eredmények

### Világbajnokság
- 1935 – 14. hely
- 1939 – 11. hely
- 1950 – 8. hely
- 1951–1979 – nem jutott ki az élvonalbeli világbajnokságra
- 1981 – 8. hely
- 1982– – nem jutott ki az élvonalbeli világbajnokságra

### Olimpiai játékok
- 1980 – 9. hely